# Tidarren ephemerum
Tidarren ephemerum là một loài nhện trong họ Theridiidae.
Loài này thuộc chi Tidarren. Tidarren ephemerum được miêu tả năm 2006 bởi Knoflach & Antonius van Harten.